# Антониевы пещеры
Антониевы пещеры — пещерный комплекс XI—XIX веков в Болдиных горах (ныне территория парка Болдина гора) в Чернигове; памятник архитектуры национального значения. Основан Антонием Печерским (983—1073), церковным деятелем Киевской Руси, одним из основателей Киево-Печерского монастыря, уроженцем Любеча на Черниговщине.
Входят в комплекс сооружений Ильинской церкви, расположенный на южном склоне Болдиной горы в устье Ильинского оврага — Ильинская улица, 33.

## История
Постановлением Совета министров УССР 24.08.1963 № 970 присвоен статус памятник архитектуры национального значения с охранным № 818/3 под названием Пещеры и подземные сооружения.
Памятник архитектуры расположен на территории одного из участков национального историко-архитектурного заповедника «Чернигов древний».

## Общая информация
В давние времена на этих горах были языческие капища. По преданию, на их месте Антоний Печерский выкопал пещеру и основал монастырь. Как написано в Ипатьевской летописи: 
И прислав Стьслав нощью поя Антония к Чернигову. Антоний же пришед к Чернигову и взлюби Болдину гору и ископав пешеру, и ту вселися, и есть монастырь святое Богородицы на Болдиных горах и до сих дни.
Богородичный монастырь был обустроен по примеру скальных православных монастырей, состоял из многих подземных помещений (кельи для монахов, пещерные некрополи, подземные храмы). На территории пещерного комплекса сохранилось одно из наземных сооружений того времени — Ильинская церковь.
В средневековье пещеры служили для местных жителей убежищем от нападения татар. В середине XVII века монастырь и Ильинская церковь были восстановлены на средства старшего сотника Черниговского полка Степана Подобайло (Пободайло) и усилиями иеромонаха Зосимы Тишевича. На соседней горе в XVII—XVIII веках был построен Троицко-Ильинский монастырь.
Новоантониевы пещеры — комплекс, состоящий из нескольких подземных храмов и галерей с погребальными нишами в стенах. Он соединяется с Ильинским храмом и Антониевыми пещерами крытой галереей. Существует легенда, что пещеры тянутся от Чернигова до Киева, но на самом деле это не так. Новоантониевы пещеры имели длину 200 м, сейчас после обвалов они состоят из трёх различных подземелий, длина самого большого 50 м. С 1967 года Антониевы пещеры и другие сооружения Троицко-Ильинского монастыря входят в состав архитектурно-исторического заповедника. Сегодня подземный комплекс общей длиной 350 метров состоит из галерей, объединенных между собой.

## Описание Антониевых пещер Троицкого монастыря
Пещерный христианский монастырь был основан в 1069 году черниговским князем Святославом Ярославичем (1027—1076) и известным церковным деятелем древнерусской эпохи Антонием Печерским (983—1073), который родился на Черниговщине в городе Любече. Монастырь сначала назывался Богородичным (монастырь Божьей Матери). Летописец утверждает, что Антоний прибыл в Чернигов, спасаясь от гнева князя Изяслава. Он полюбил Болдины горы, выкопал пещеру — и с тех пор на Болдиных горах существует монастырь. Очевидно, основание монастыря было тесно связано с соперничеством между двумя крупнейшими культурными и политическими центрами древнерусского государства — Киевом и Черниговом. В Киеве уже существовала и приобрела большую популярность Киево-Печерская лавра. Черниговский князь Святослав, пытаясь противопоставить свою столицу «матери городов русских», с помощью Антония создал на Болдиных горах подобный храм.
Интенсивное развитие Болдиногорского Богородичного монастыря продолжалось до 1239 года, когда Чернигов был разрушен монголо-татарами. Период упадка протянулся до XVII века, когда началась реконструкция монастыря. Её инициатором стал черниговский казацкий полковник Степан Подобайло (Пободайло), за его средства и проводилось восстановление, продолжившееся до конца XIX века. В результате этих реконструкций Антониевы пещеры приобрели современный вид. Сейчас они представляют собой комплекс подземных помещений и переходов общей длиной около 350 м, которые размещаются в толще Болдиных гор (в границах современного города Чернигова). Глубина залегания пещер колеблется от 2 до 12 метров относительно поверхности горы.
Все подземные сооружения находятся на двух основных уровнях. Геологические условия позволили строителям создавать помещения без дополнительных креплений и обеспечивать их долговечность. Этим объясняется наличие значительных участков древних галерей и подземных камер. На некоторых стенах сохранились позднесредневековые надписи-граффити, особенно на нижнем ярусе пещер. Этот участок имеет длину около 100 метров. Он сохранился в почвенном варианте, за исключением трёх метров у входа, которые закреплены кирпичом. В разные времена эта часть Антониевых пещер использовалась для жилья или как подземный некрополь.
Ещё один древний участок комплекса размещается на втором ярусе. Он состоит из галерей и помещений между церквями Феодосия Тотемского и Николы Святоши. Во время исследований была найдена древнерусская подземная церковь довольно больших размеров (длина 12 м, ширина от 5 до 2 метров при высоте 3 м). Она была покинута в древности и больше не восстанавливалась. На юг из неё, в направлении входа в Ильинскую церковь, идёт широкая галерея (высотой до 3 м), которая в своё время могла быть главным входом комплекса. В XVIII—XIX веках были созданы три облицованных кирпичом подземных храма. Самый интересный из них в архитектурном отношении — храм Феодосия Тотемского. Его стены и своды выполнены в стиле украинского барокко (полуциркульные ниши, карнизы, полуколонны, арки, пилястры). Церковь Феодосия Тотемского стала главным храмом подземного комплекса и самой высокой подземной церковью на территории Левобережной Украины. Её размеры впечатляют: высота в нартексе 8,5 м, длина 15,5 м. Церковь имеет хоры, устроенные позади кирпичного свода в северной части. Две другие подземные церкви монастыря — св. Антония Печерского (длина 11,7 м, ширина 4 м, высота 4,5 м) и св. Николая Святоши (длина 12 м, наибольшая ширина 2,32 м, высота 2,68 м) — имеют простую архитектуру.
Святыни Антониевых пещер — келья Антония Печерского и гробница с останками монахов, убитых в 1239 году монголо-татарами. В 1967 году памятник был включён в состав Черниговского архитектурно-исторического заповедника.
На самом деле Антониевы пещеры имеют не два яруса, как принято считать, а четыре, что подтверждено участниками спелео-археологической секции. Эти другие два яруса ещё не исследованы.

## Призрак
Экскурсоводы рассказывают посетителям пещер о странном призраке, которого иногда якобы замечают на тупиковой подземной улице, ведущей на север от церкви Николы Святоши. Призрак, по рассказам, принимает вид человека в рясе или геометрической фигуры. Иногда появляется запах ладана. Слух об этом растиражирован во многих СМИ. Пещеры нередко посещают с целью попытаться увидеть и сфотографировать непонятное явление.
Призрак стал настолько популярен, что в 2010 году его изобразили на туристическом логотипе Чернигова. Призраку дали имя Тарасик.

## Галерея

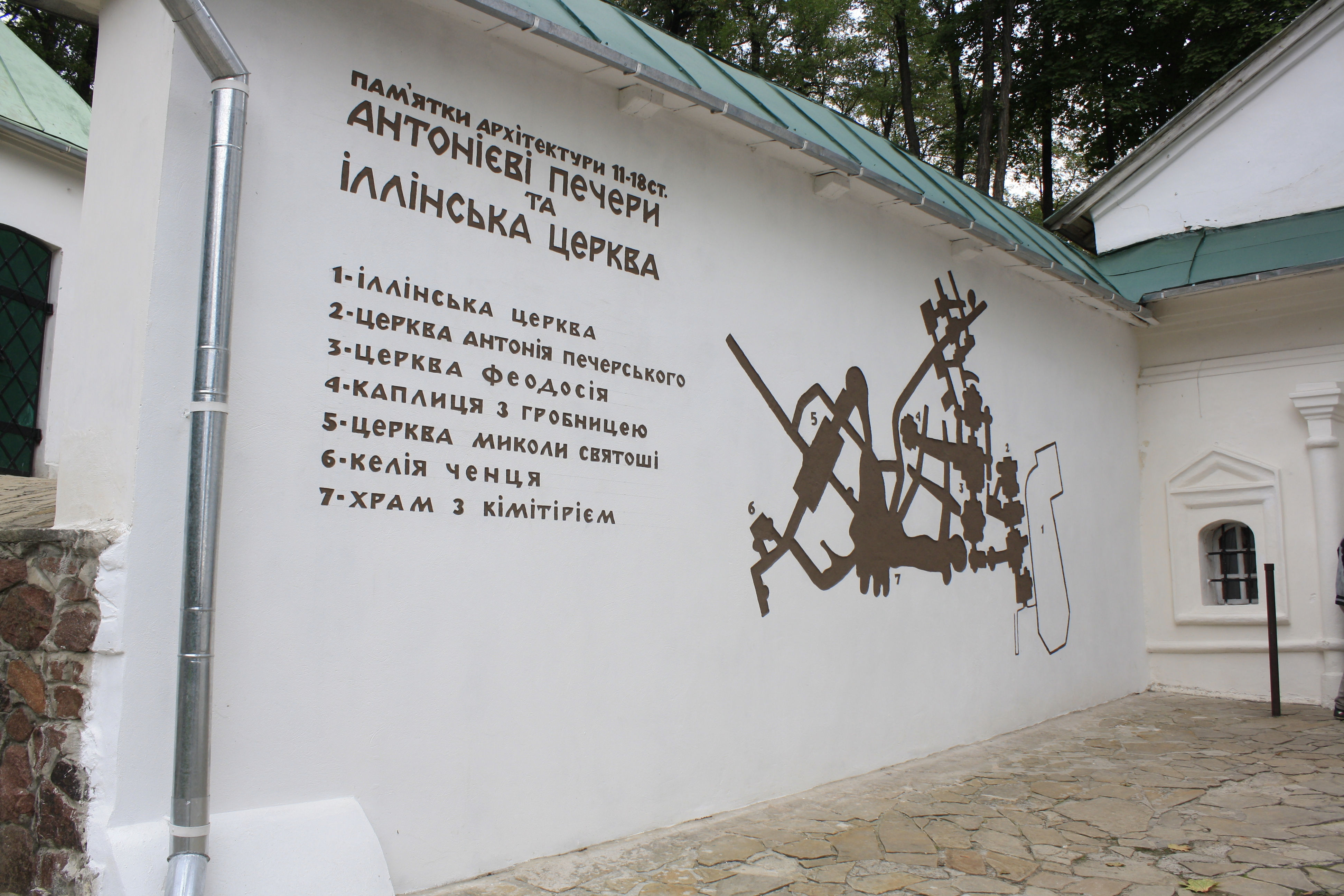
Вход в пещерный монастырь
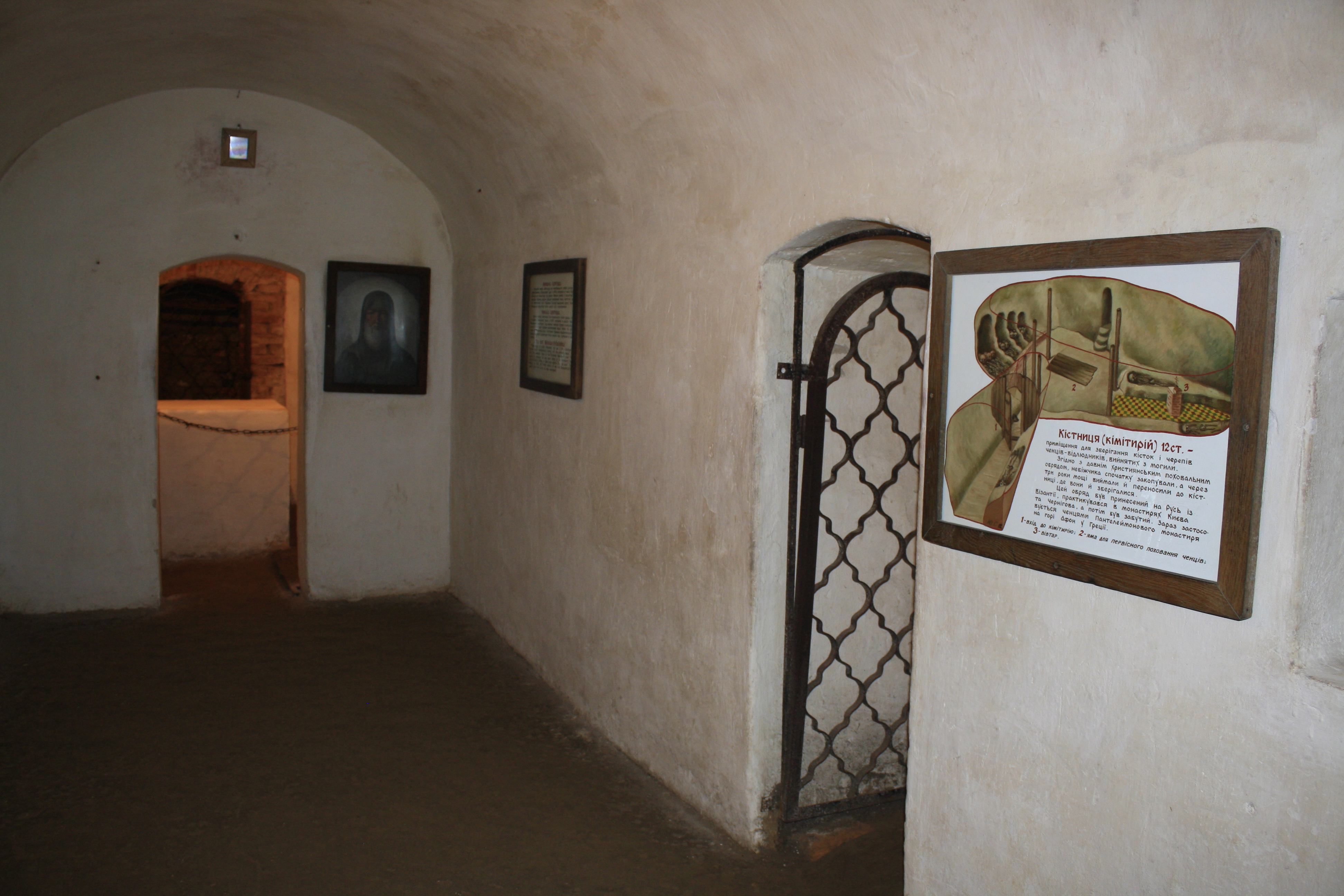
Вход в костницу
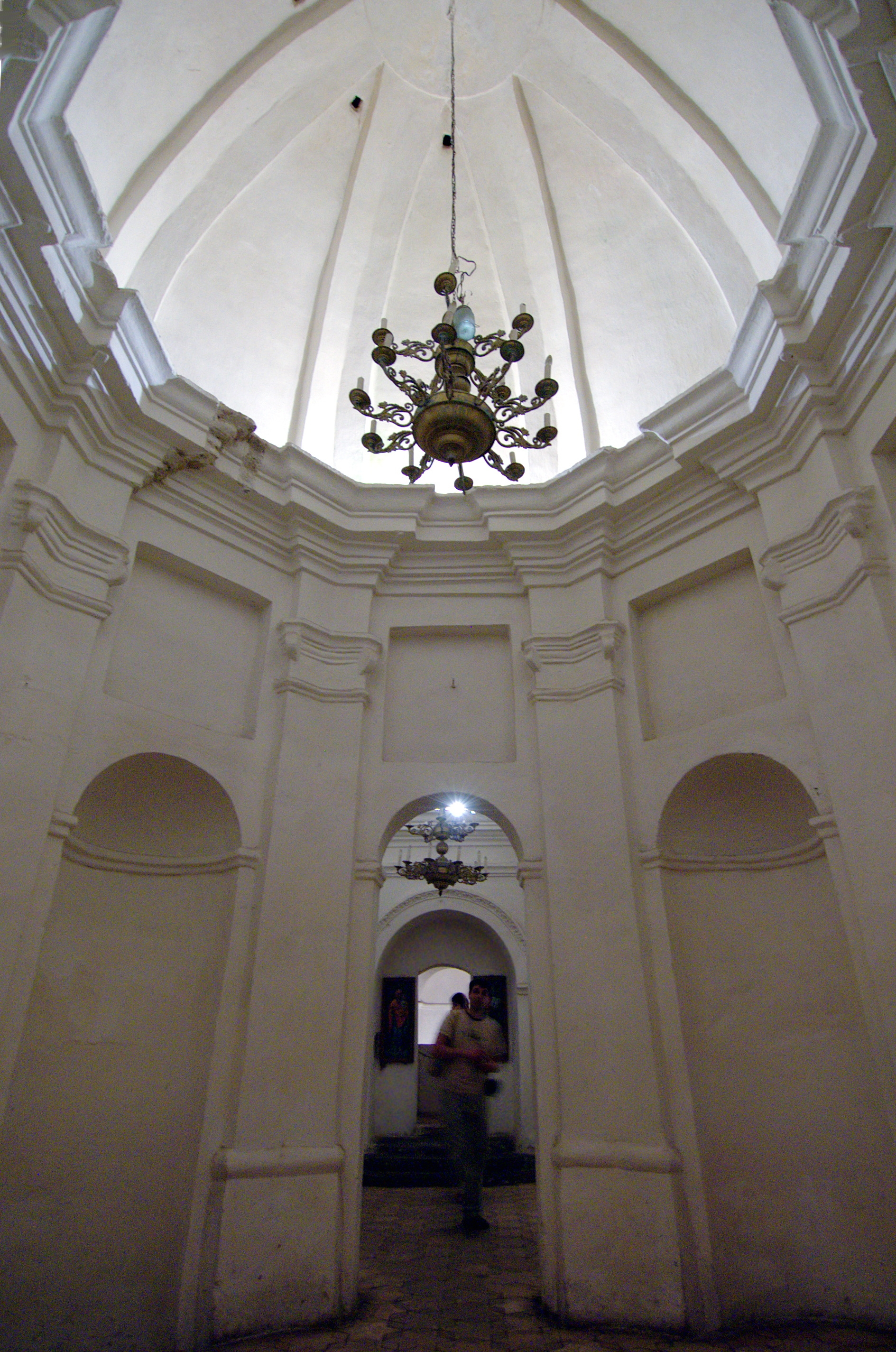
Церковь преп. Феодосия Тотемского — самая высокая подземная церковь Левобережной Украины
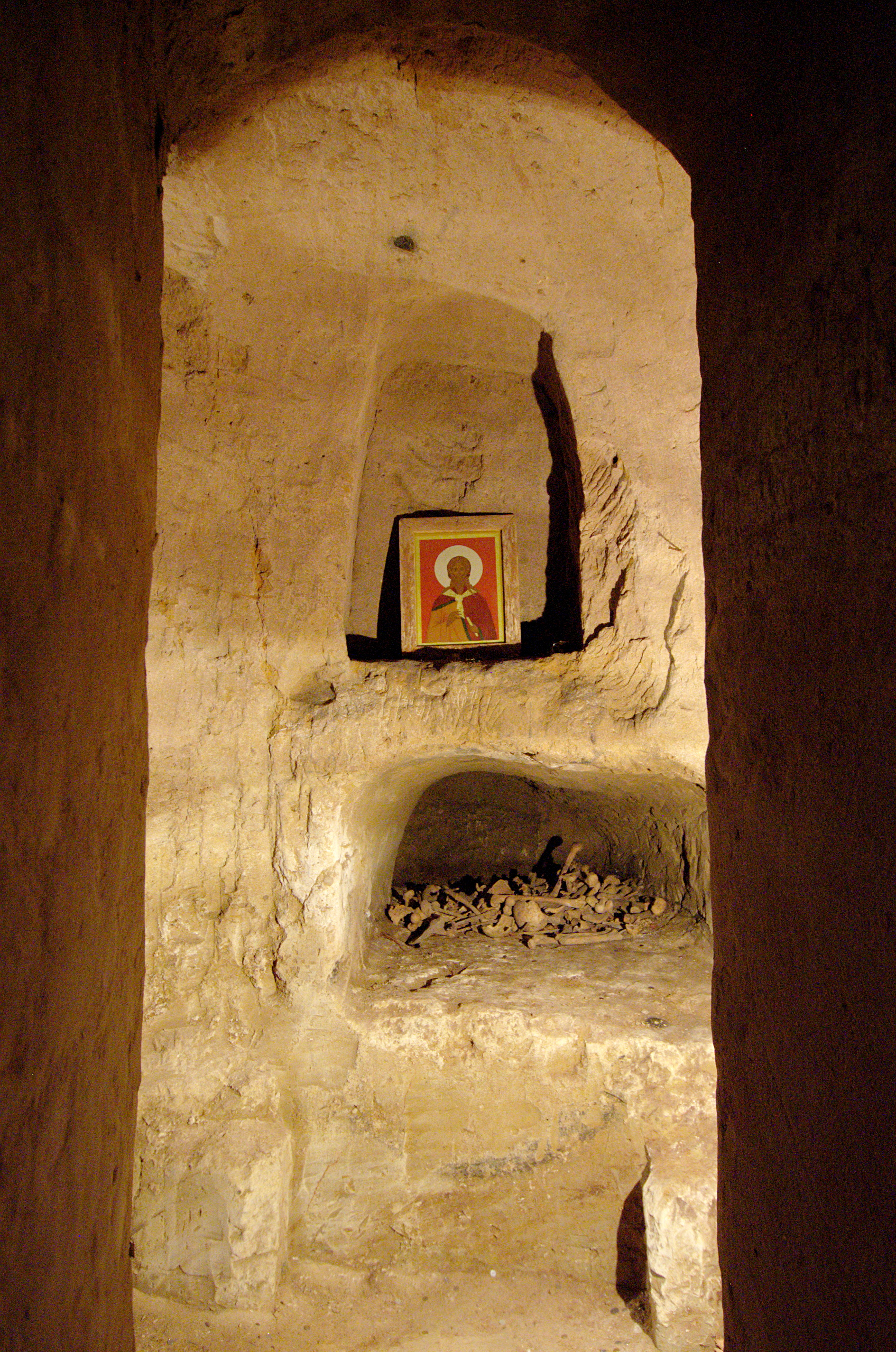
Подземная келья
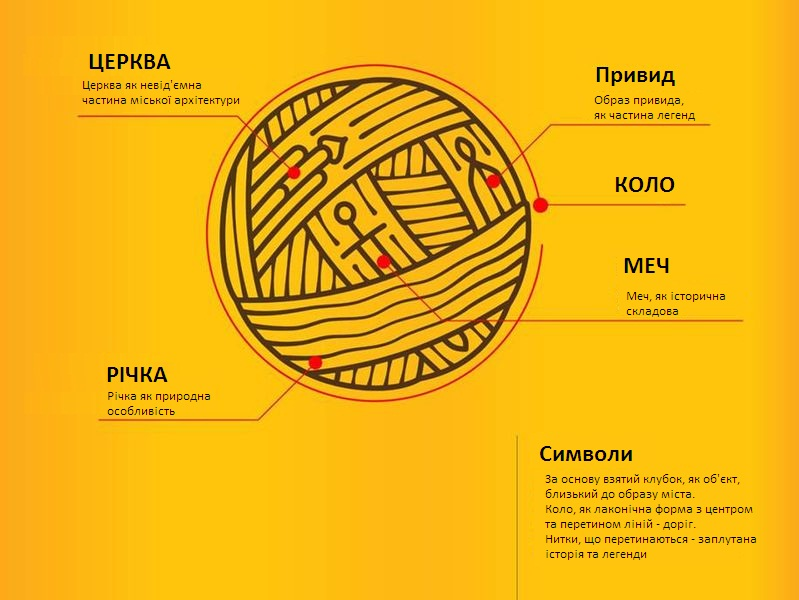
«Привид» означает призрак